# Claudio Acunzo
Claudio Acunzo (Boscotrecase, 3 febbraio 1973) è un ex cestista italiano, campione italiano nel 1991 con Juve Caserta.

## Palmarès
- Campionato italiano: 1

Caserta: 1990-91